# Rubus smithii
Rubus smithii är en rosväxtart som beskrevs av Cornelis Andries Backer. Rubus smithii ingår i släktet rubusar, och familjen rosväxter. Inga underarter finns listade i Catalogue of Life.